# 222 (číslo)
Dvě stě dvacet dva je přirozené číslo, které následuje po čísle dvě stě dvacet jedna a předchází číslu dvě stě dvacet tři. Římskými číslicemi se zapisuje CCXXII a řeckými číslicemi σκβ.

## Matematika
222 je:
- Abundantní číslo
- Nešťastné číslo
- Nepříznivé číslo
- Součet tří svých dělitelů (37 + 74 + 111)

## Chemie
- 222 je nukleonové číslo nejstabilnějšího izotopu radonu[1]

## Astronomie
- (222) Lucia je planetka hlavního pásu, kterou objevil v roce 1882 Johann Palisa

## Doprava
- Silnice II/222 je česká silnice II. třídy vedoucí na trase II/210 - Vřesová – Chodov – Karlovy Vary – Kyselka – II/221[2]

## Komunikace
- +222 je mezinárodní telefonní předvolba Mauritánie

## Roky
- 222
- 222 př. n. l.